# 越秀大廈 (上海)
31°13′29″N 121°31′50″E / 31.2247981°N 121.5306666°E
越秀大廈，前稱宏嘉大廈，是位於上海浦東竹園商貿區的一座建築，在2010年9月建成。大廈共有25層，附設兩層地庫，總建築面積為62139.4平方米。
2011年，凱雷集團和里昂證券購入宏嘉大廈。2015年8月，越秀房產信託基金以26.272億人民幣收購上海宏嘉大廈。